# Tom Ford (Modedesigner)

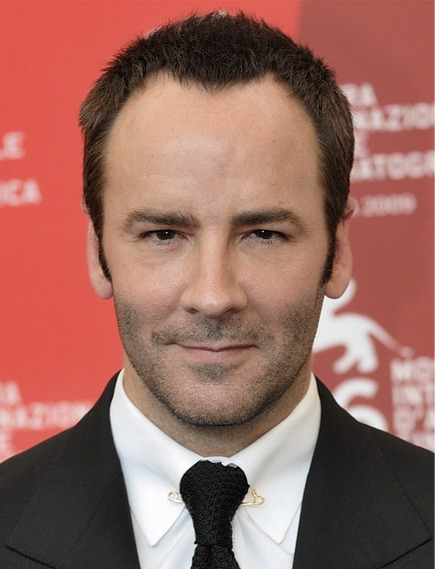
Tom Ford bei den 66. Filmfestspielen von Venedig 2009

Thomas Carlyle „Tom“ Ford (* 27. August 1961 in Austin, Texas) ist ein US-amerikanischer Modedesigner und Filmregisseur.

## Karriere

### Jugend
Ford wurde 1961 in Austin geboren und verbrachte seine Kindheit in Santa Fe, New Mexico. Nach seinem High-School-Abschluss schrieb er sich mit 17 Jahren zunächst im Simon's Rock College in Great Barrington bei Pittsfield (Massachusetts) ein, brach das Studium jedoch nach einem Semester ab. Ford zog 1979 von Massachusetts nach New York City und begann an der New York University ein Studium der Kunstgeschichte, das er jedoch nach einem Jahr ebenso abbrach. Stattdessen nahm er Modeljobs, hauptsächlich für Fernsehwerbespots – beispielsweise für Prell-Haarwaschmittel, an und zog dafür nach Los Angeles. Zurück in New York nahm Ford ein Architekturstudium an der Parsons School of Design auf. Sein Auslandsjahr absolvierte er 1984/85 an der französischen Zweigstelle der Parsons School of Design in Paris, wo er auch einen Praktikantenplatz bei Chloé erhielt. Für sein letztes Studienjahr in New York belegte er all seine Wahlfächer im Bereich Modedesign, schloss sein Studium 1986 aber dennoch mit einem B.A. in Environmental Design (Kombination aus Architektur und Innenarchitektur) ab. Fords Ziel war es allerdings, Modedesigner zu werden, wie sein großes Vorbild Calvin Klein.

### New York
Nach seinem Parsons-Studium bewarb Ford sich mehrmals bei Calvin Klein, wurde aber nicht eingestellt. Er fand schließlich 1986 bei der koreanisch-amerikanischen Designerin Cathy Hardwick eine Anstellung als Design-Assistent, nachdem er sie einen Monat lang jeden Tag angerufen hatte. 1988 stellte Marc Jacobs, damals Kreativdirektor bei Perry Ellis, Ford als Designer für die Zweit- bzw. Jeanslinie Perry Ellis America ein.

### Gucci und YSL
1990 wurde Ford von der ehemaligen Bergdorf-Goodman-Chefeinkäuferin Dawn Mello, seit 1989 Kreativdirektorin bei Gucci in Mailand, als Designer für die Gucci-Damenmode in Italien angeworben. Die Marke Gucci hatte ab den frühen 1980er Jahren ihr Renommee eingebüßt und Mello hatte Mühe gehabt, die damals unlukrative Stelle des Damenmode-Designers bei Gucci zu besetzen. Fords Aufgabe bei Gucci in Mailand bestand darin, das finanziell angeschlagene Label rundum zu erneuern. Er sichtete die Gucci-Archive und legte unter anderem Klassiker des Modehauses neu auf.
1992 wurde Ford zum Designdirektor ernannt und 1994, als Mello zu Bergdorf Goodman zurückkehrte, zum Kreativdirektor. Bis zu Mellos Abschied hatte Ford in ihrem Schatten im Hintergrund gearbeitet. Sein größter Widersacher und Gegner jeglichen Fortschritts im Unternehmen war der Gucci-Erbe und damalige Vorstandsvorsitzende Maurizio Gucci gewesen, der 1993 zurücktrat. Maurizio Gucci hatte das Unternehmen 1988 zu 50 % und 1993 schließlich zu 100 % an Investcorp aus Bahrain verkauft. Der damals neue CEO von Gucci, Domenico De Sole, ein Rechtsanwalt und von 1984 bis 1994 Chef des Gucci-Amerikageschäfts, leitete zusammen mit Ford ab 1994 umfangreiche Restrukturierungsmaßnahmen ein. Fords erste Modenschau als Kreativdirektor im Herbst 1994 erhielt noch mäßige Kritiken. 1995 gelang ihm allerdings der Durchbruch. Für seine Herren-Modenschau im Januar 1995 in Florenz (hüfthohe Samthosen und Lack-Slipper im James Bond Look) und seine Damen-Modenschau im September 1995 in Mailand (Bleistift-Samthosen, bunte Hippie-Kleider, schmale Blusen, vorgeführt von den Supermodels der 1990er) wurde er von der Presse in den höchsten Tönen gelobt. Der Council of Fashion Designers of America ehrte ihn 1995 mit dem International Award für seine Arbeit bei Gucci.
Investcorp brachte Gucci 1995 an die Börse und gewährte Ford einen beachtlichen Aktienanteil, galt gar als Privatperson mit dem größten Gucci-Aktienanteil. Durch die konsequente Modernisierung des Unternehmens und eine ikonische Anzeigenkampagne, inszeniert vom peruanischen Starfotografen Mario Testino, belebte Ford das Unternehmen mit neuem Glanz. So erweiterte er das Gucci-Portfolio um Abendkleidung und Sportswear, vergrößerte das Accessoires-Segment um Brillen, Taschen und Heimtextilien und kreierte Parfüms wie „Envy“ (Damen 1997, Herren 1998). Der Gucci-Umsatz verdoppelte sich unter Ford in den ersten neun Monaten des Jahres 1995 im Vergleich zum Vorjahr und wuchs im folgenden Jahr erneut um 90 %. Als der Gucci-Firmensitz 1998 nach London verlegt wurde, zog auch Ford in die britische Hauptstadt und avancierte bald zum Stardesigner schlechthin, nachdem es ihm gelungen war, sein Auftreten in der Öffentlichkeit förmlich mit der Marke Gucci zu verschmelzen. 1998 will er gar erwogen haben, das Unternehmen gemeinsam mit de Sole zu kaufen. Durch Fords Modernisierung des Gucci-Looks stieg der Wert der Luxusmarke, die noch 1993 stark heruntergewirtschaftet war, im Jahr 1999 auf 4,3 Milliarden US-Dollar, 2004 waren es 10 Milliarden Dollar. 
Nachdem LVMH unter Bernard Arnault 1999 damit begonnen hatte, Gucci-Aktien aufzukaufen, reagierte Domenico de Sole mit Abwehrmaßnahmen auf eine befürchtete Unternehmensübernahme, indem er neue Aktien ausgab, um Arnaults Besitzanteil am Unternehmen zu verwässern, und indem er Arnaults Widersacher François Pinault von PPR (heute Kering) dazu brachte, 40 % der Gucci-Aktien zu erwerben. Letztendlich gewann Pinault die vor Gericht ausgetragene Übernahmeschlacht um Gucci im Jahr 2001. Im Jahr 2000 hatte sich die Gucci-Gruppe bereits die Marke Yves Saint Laurent (YSL) einverleibt. Tom Ford übernahm bei YSL in Paris zusätzlich zu seinem Posten als Gucci-Chefdesigner in Mailand die Rolle des Damen-Prêt-à-porter-Designers. Er sexualisierte die Marken Gucci und YSL, indem er in Werbekampagnen zunehmend nackte oder fast nackte Models zeigte und damit Kontroversen auslöste. Zu dem Unternehmensgründer Yves Saint Laurent, der bis 2002 die Haute Couture Sparte bei YSL leitete und sein Lebenswerk durch den Amerikaner gefährdet sah, hatte Ford kein gutes Verhältnis. Ford plante zum Teil auch die Werbekampagnen für beide Modehäuser, und das Design der Ladengeschäfte unterstand ihm gleicherweise. Einzig der kommerziell mäßige Erfolg der Marke YSL dämpfte die Karriere Fords. In den frühen 2000er Jahren kam es zwischen Tom Ford und Domenico de Sole auf der einen Seite und dem Management von Gucci- und YSL-Mehrheitseigner PPR zu Uneinigkeiten über die strategische Ausrichtung der Marke Gucci, was zur Folge hatte, dass Ford und de Sole das Unternehmen zum 30. April 2004 verließen.

### Die Marke Tom Ford
Am 4. November 2003 kündigte Ford an, sein Engagement bei der Gucci-Gruppe zum 30. April 2004 zu beenden und nahm sich eine einjährige Auszeit. Zusammen mit Domenico de Sole als CEO gründete er im April 2005 seine eigene Modemarke Tom Ford International, LLC in New York. Das Unternehmen bot zunächst höchst erfolgreich Sonnenbrillen und Korrektionsfassungen (in Lizenz von Marcolin produziert) sowie Parfüm (Lizenz bei Estée Lauder Companies), jeweils für Damen und Herren, an. Durch die groß angelegten Werbekampagnen der Lizenznehmer wurde die Marke Tom Ford schnell international bekannt. Auch für seine eigene Marke setzte Ford auf provokante Anzeigenwerbung, für die er unter anderem mit Terry Richardson zusammenarbeitete. Im April 2007 eröffnete Ford in Manhattan anlässlich der Lancierung seiner in Zusammenarbeit mit Ermenegildo Zegna produzierten Herrenmode, die sich im obersten Preissegment bewegt, den ersten Tom Ford Flagshipstore. Dort wurde im September 2010 schließlich auch erstmals Damenmode von Tom Ford vorgestellt. Ford präsentiert seine Damenmode-Kollektionen seither bei der London Fashion Week. Ende 2013 sagte Ford für sein Unternehmen einen Jahresumsatz  von einer Milliarde Dollar voraus. Mit Stand 2015 existierten 110 Tom Ford Ladengeschäfte, Outlets und Shops-in-shop in Nordamerika, Europa, Russland, im Nahen Osten und in Asien. In Deutschland betreibt das Unternehmen in München ein Geschäft, in der Schweiz in Zürich und St. Moritz.
Im November 2022 wurde bekannt, dass die Marke Tom Ford für 2,8 Milliarden Dollar vollständig an Estée Lauder Companies verkauft werden soll. Die Übernahme wurde im April des darauffolgenden Jahres für besagten Betrag abgeschlossen. Mit der vollständigen Übernahme der Marke Ende April 2023 ernannte Estée Lauder Peter Hawkings zum neuen Creative Director der Marke Tom Ford. Hawkings trat wiederum ein Jahr später von seiner Position zurück, woraufhin Haider Ackermann mit Wirkung zum 4. September 2024 zum Creative Director der Marke Tom Ford ernannt wurde. Ackermanns erste Kollektion unter der Marke Tom Ford feierte auf der Paris Fashion Week im März 2025 Premiere. Es war das erste Mal, dass das amerikanische Label eine Show in der französischen Hauptstadt präsentierte.

### Filmemacher
2009 legte Ford mit dem Drama A Single Man sein Spielfilmdebüt als Filmemacher (Regisseur, Drehbuchautor und Produzent) vor. Der Film mit Colin Firth und Julianne Moore in den Hauptrollen erhielt eine Einladung in den Wettbewerb der 66. Filmfestspiele von Venedig und brachte Firth 2010 eine Oscar-Nominierung in der Kategorie „Bester Hauptdarsteller“ ein. Ford hatte für den Film 2005 seine Produktionsfirma Fade to Black gegründet.
Die Dreharbeiten für seinen zweiten Spielfilm Nocturnal Animals fanden von Oktober bis Dezember 2015 in Los Angeles statt. Der Film basiert auf dem Roman Tony & Susan des US-Amerikaners Austin Wright (1922–2003) und erzählt von einer Kunstgaleristin (dargestellt von Amy Adams), die den Debütroman ihres Ex-Ehemanns zu lesen bekommt. Sie gerät daraufhin in den Sog des gewaltvollen Thrillers, der von einem Mann (Jake Gyllenhaal) handelt, dessen Frau und Tochter auf der Fahrt in den Urlaub entführt und grausam ermordet werden. Nocturnal Animals wurde 2016 in den Wettbewerb des 73. Filmfestivals von Venedig eingeladen und brachte ihm u. a. eine Golden-Globe-Nominierung für seine Regie ein.
2017 wurde er in die Academy of Motion Picture Arts and Sciences (AMPAS) aufgenommen, die jährlich die Oscars vergibt.

## Privates
Ab 1987 lebte Ford mit seinem Lebensgefährten Richard Buckley (1948–2021) zusammen.
Buckley, damals Redakteur bei der amerikanischen Modefachzeitschrift Women’s Wear Daily, hatte Ford 1986 bei einer Modenschau des amerikanischen Modedesigners David Cameron zum ersten Mal gesehen und ihn über Fords damalige Arbeitgeberin, Cathy Hardwick, kennengelernt. Von 1999 bis 2005 war Buckley Chefredakteur der Vogue Hommes International. Nachdem er jedoch 2005 an Kehlkopfkrebs erkrankte, wurde das Pendeln nach Paris zu viel, er gab seinen Posten auf und zog mit Ford für einige Jahre nach Italien.
Am 23. September 2012 wurden Ford und Buckley zum ersten Mal Eltern. In Los Angeles kam ihr Sohn zur Welt. Im April 2014 heiratete das Paar schließlich.
Bereits 2010 sagte Ford im Audiokommentar zu seinem ersten Film A Single Man nach dem kurzen Cameoauftritt von Buckley und Christopher Isherwoods Witwer Don Bachardy: „Eigentlich hasse ich die Bezeichnung ‚mein Freund‘ [boyfriend]. Nach 23 Jahren sollte es einen verbindlicheren Begriff dafür geben.“
Ford lebt mit seiner Familie abwechselnd in New York, Los Angeles und London. Buckley starb im September 2021 im gemeinsamen Haus in Los Angeles an den Folgen seiner Krebserkrankung.

## Filmografie
- 2009: A Single Man
- 2016: Nocturnal Animals

## Auszeichnungen
Tom Ford wurde für seine Arbeit bereits vielfach geehrt, unter anderem mit:
- CFDA: International Award (für Gucci, 1995), Womenswear (für Gucci, 2001), Accessories (für YSL, 2002), Board of Director’s Tribute (2004), Menswear (für Tom Ford, 2008), Lifetime Award (2014)
- International Designer of the Year – Fashion Editors Club Japan 1996;
- Menswear and Womenswear Designer of the Year;
- vier VH-1 Fashion Music Awards und den Fashion's Future Best New Designer prize 1995.
- Elle Style Icon Award im Jahr 1999
- GLAAD Vito Russo Award im Jahr 2007[41]
- Preis der Frankfurter Buchmesse für die beste internationale Literaturverfilmung 2016 für Nocturnal Animals